# إلسا بورغ
إلسا بورغ (بالسويدية: Elsa Borg) هي عاملة إجتماعية سويدية، ولدت في 19 يوليو 1826 في Rytterne församling ‏ في السويد، وتوفيت في 25 فبراير 1909 في Katarina Parish ‏ في السويد.